# Ich bin in mir vergnügt
Ich bin in mir vergnügt, (Je me contente de mon sort) (BWV 204), est une cantate de Johann Sebastian Bach composée à Leipzig en 1726 ou 1727 pour un événement inconnu. Elle est souvent intitulée Von der Vergnügsamkeit (Cantate du « contentement »)
Le texte est de Christian Friedrich Hunold.

## Structure et instrumentation
La pièce est orchestrée pour flûte traversière, deux hautbois, deux violons, alto et basse continue ainsi qu'une soprano soliste.
Il y a huit mouvements :
1. récitatif : Ich bin in mir vergnugt, soprano
2. aria : Ruhig und in sich zufrieden, soprano
3. récitatif : Ihr Seelen, die ihr ausser euch, soprano
4. aria : Die Schatzbarkeit der weiten Erden, soprano
5. récitatif : Schwer ist es zwar, viel Eitles zu besitzen, soprano
6. aria : Meine Seele sei vergnugt, soprano
7. récitatif : Ein edler Mensch ist Perlenmuscheln gleich, soprano
8. aria : Hummlische Vergnugsamkeit, soprano